# Provinz Cercado (Beni)
Cercado ist eine Provinz im östlichen Teil des Departamento Beni im Tiefland des südamerikanischen Anden-Staates Bolivien.

## Lage
Die Provinz ist eine von acht Provinzen im Departamento Beni. Sie grenzt im Nordwesten an die Provinz Yacuma, im Westen an die Provinz Moxos, im Süden an die Provinz Marbán, im Südosten an das Departamento Santa Cruz, im Nordosten an die Provinz Iténez, und im Norden an die Provinz Mamoré.
Die Provinz erstreckt sich etwa zwischen 14° 00' und 15° 00' südlicher Breite und 63° 32' und 65° 05' westlicher Länge, ihre Ausdehnung von Westen nach Osten beträgt 190 Kilometer, von Norden nach Süden 140 Kilometer.

## Bevölkerung
Die Einwohnerzahl der Provinz Cercado ist in den vergangenen drei Jahrzehnten auf mehr als das Doppelte angestiegen:
| Jahr | Einwohner | Quelle       |
| ---- | --------- | ------------ |
| 1992 | 63.128    | Volkszählung |
| 2001 | 82.653    | Volkszählung |
| 2012 | 111.873   | Volkszählung |
| 2024 | 132.011   | Volkszählung |

43,3 Prozent der Bevölkerung sind jünger als 15 Jahre. Der Alphabetisierungsgrad in der Provinz beträgt 89,8 Prozent. (2001)
99,1 Prozent der Bevölkerung sprechen Spanisch, 4,3 Prozent Quechua, 2,8 Prozent Aymara, und 2,4 Prozent andere indigene Sprachen. (1992)
22,8 Prozent der Bevölkerung haben keinen Zugang zu Elektrizität, 25,6 Prozent leben ohne sanitäre Einrichtung. (1992)
84,1 Prozent der Einwohner sind katholisch, 12,4 Prozent sind evangelisch. (1992)

## Gliederung
Die Provinz Cercado gliedert sich in die folgenden beiden Verwaltungsbezirke (bolivianisch „Municipios“):
- Municipio Trinidad (1.774 km²) im südlichen Teil der Provinz – 124.357 Einwohner (2024) – 70,1 Einwohner/km²
- Municipio San Javier (9.937 km²) im zentralen und nördlichen Teil der Provinz – 7.654 Einwohner – 0,8 Einwohner/km²

## Ortschaften in der Provinz Cercado
- Municipio Trinidad
  - Trinidad 101.454 Einw. – Casarabe 915 Einw. – Loma Suárez 886 Einw. – Puerto Barador 813 Einw. – Puerto Almacén 463 Einw. – Puerto Ballivián 344 Einw.

- Municipio San Javier
  - Colonia Menonita Río Negro 667 Einw. – San Javier 395 Einw. – San Pedro Nuevo 357 Einw. – Eduardo Avaroa 283 Einw. – Villa Nazareth 275 Einw. – La Curva 181 Einw. – Nuevo Israel 150 Einw.